# (3600) Архимед
(3600) Архимед (лат. Archimedes) — типичный астероид главного пояса, открыт 26 сентября 1978 года советским астрономом Людмилой Журавлёвой в Крымской астрофизической обсерватории и 4 июня 1993 года назван в честь древнегреческого учёного и инженера Архимеда.

## Обнаружение и именование
(3600) Архимед
Открыт 26 сентября 1978 года в Научном Л. В. Журавлёвой.
Назван в честь великого древнегреческого учёного Архимеда (ок. 287—212 до н.э.).
Оригинальный текст (англ.)3600 Archimedes
Discovered 1978-09-26 by Zhuravleva, L. at Nauchnyj.
Named for Archimedes (c. 287—212 B.C.), great ancient Greek scientist.
Источники: DISCOVERY.DB; M.P.C. 22245.

## Орбита

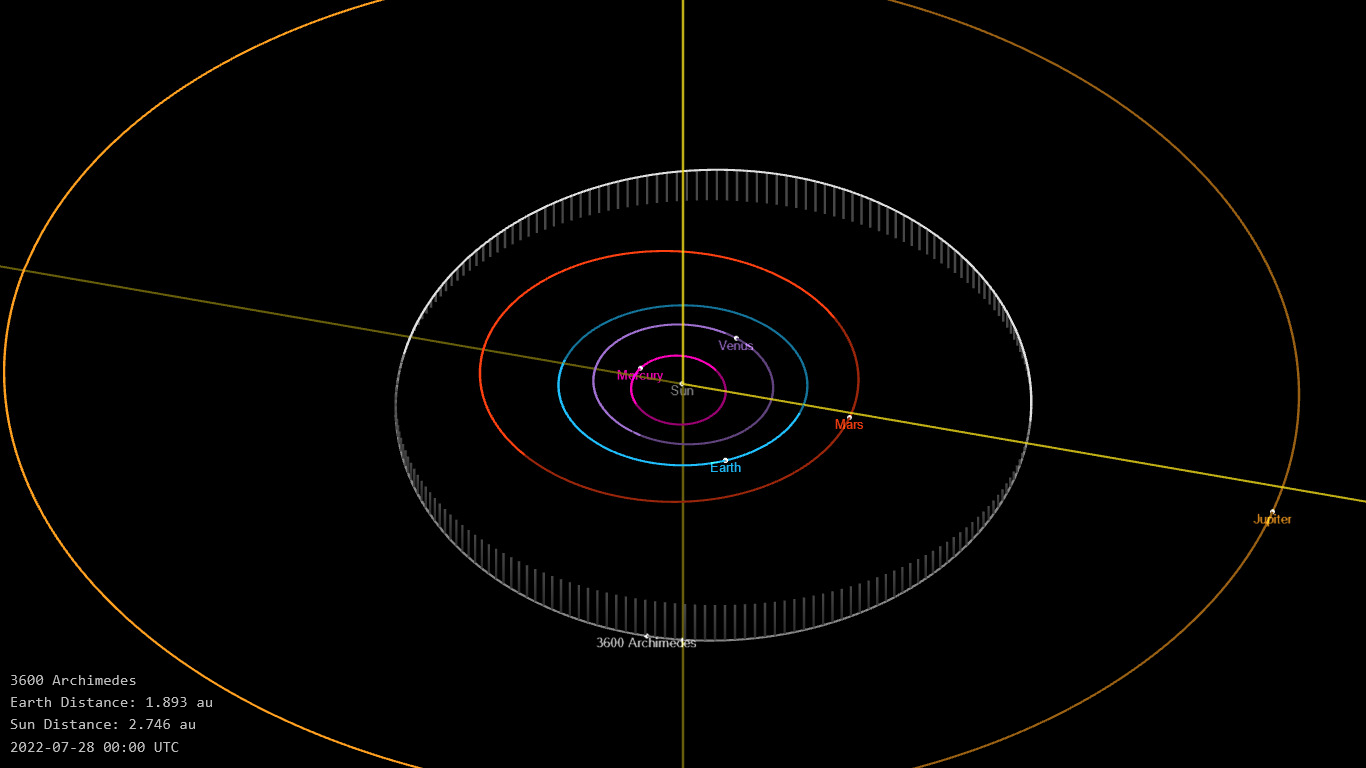
Орбита астероида Архимед и его положение в Солнечной системе

## Физические характеристики
Астероид относится к таксономическому классу A.
По результатам наблюдений в видимом и ближнем инфракрасном диапазоне космического телескопа NEOWISE диаметр астероида оценивался равным 6,770±0,205 км. Согласно тем же источникам альбедо оценивается как 0,3205±0,0567 и 0,321±0,057.